# Aloe jucunda
Aloe jucunda är en grästrädsväxtart som beskrevs av Gilbert Westacott Reynolds. Aloe jucunda ingår i släktet Aloe och familjen grästrädsväxter. Inga underarter finns listade i Catalogue of Life.

## Bildgalleri

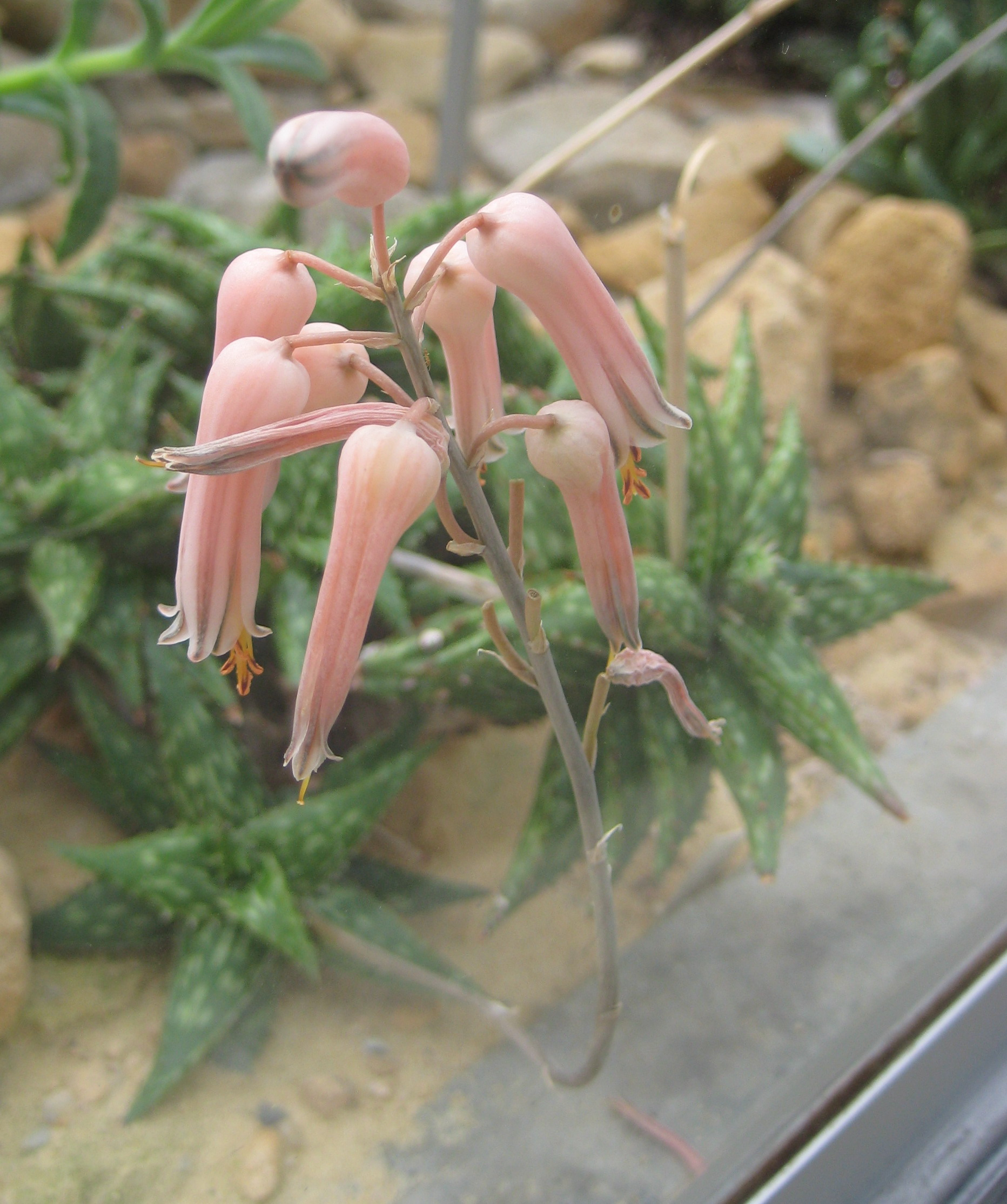
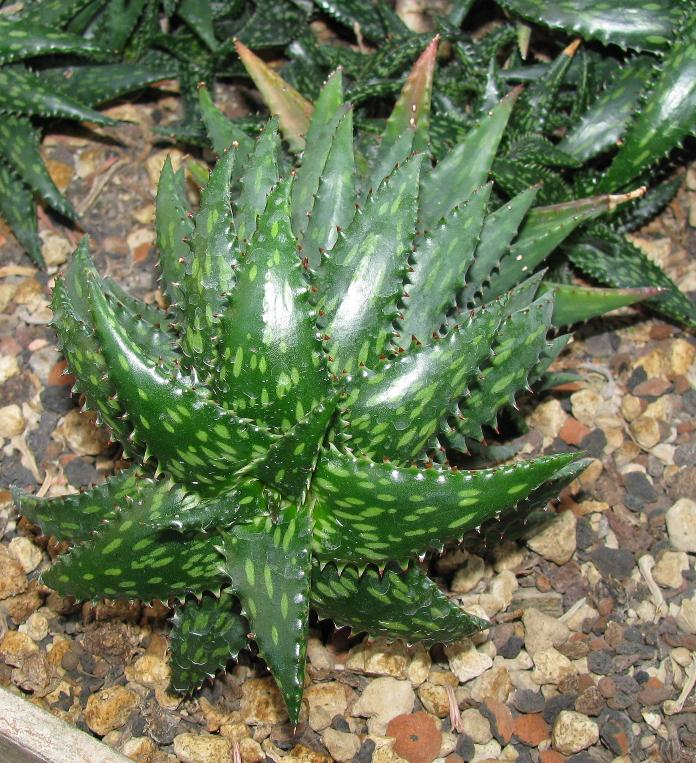
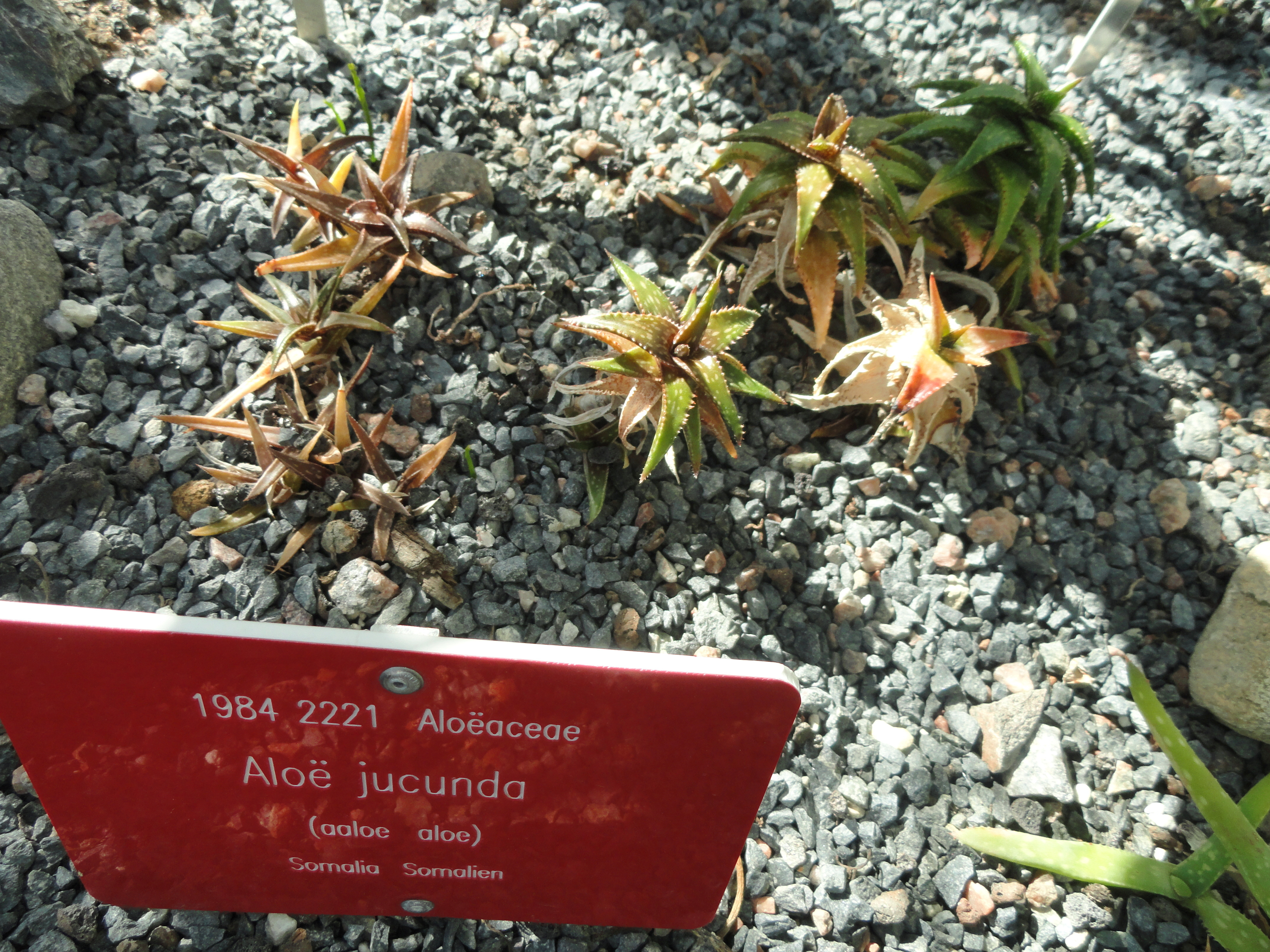
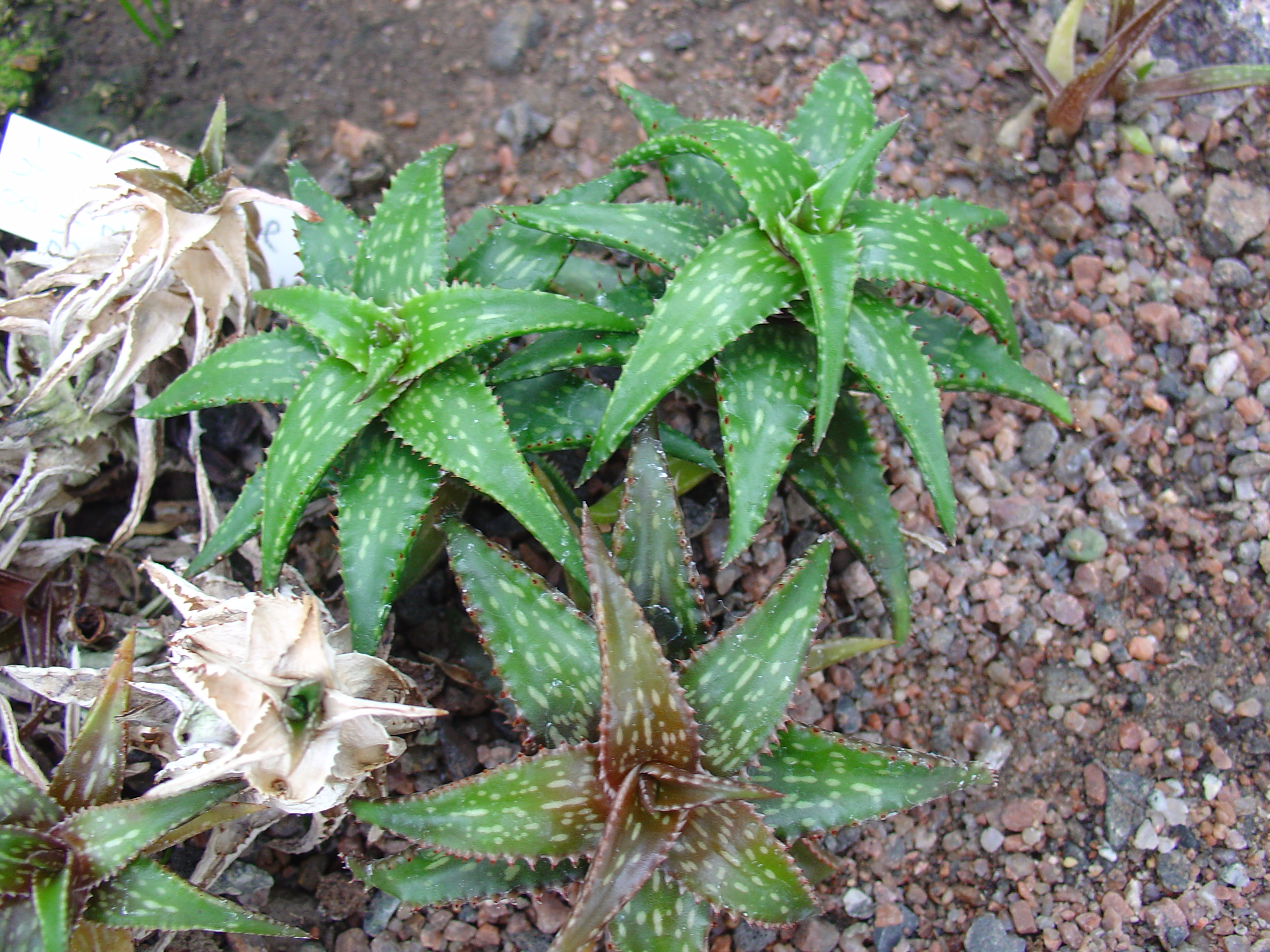